# Alexander Zakin
Alexander Zakin (22 tháng 1 năm 1903 – 16 tháng 10 năm 1990) là một nghệ sĩ dương cầm gốc Nga. Ông được biết đến rộng rãi là người đệm đàn cho nghệ sĩ vĩ cầm Isaac Stern từ năm 1940 đến năm 1977. Hai người xuất hiện tại nhiều phòng hòa nhạc danh giá trên thế giới và cùng nhau thực hiện nhiều bản thu âm.

## Những năm đầu đời
Zakin được sinh ra  ở Tobolsk, Tyumen Oblast với người cha là một nghệ sĩ vĩ cầm. Ông bắt đầu theo học tại Nhạc viện Sankt-Peterburg từ năm 8 tuổi. Zakin là học trò của Aleksander Michałowski từ năm 1911 đến năm 1914, sau đó ông học dưới sự dẫn dắt của Leonid Vladimirovich Nikolayev. Zakin di cư và học nhạc ở Berlin từ năm 1921. Tại đây, ông có một buổi ra mắt công chúng với tư cách là nghệ sĩ biểu diễn độc tấu vào năm 1926.

## Sự nghiệp
Vào tháng 2 năm 1926, một nhóm tứ tấu dương cầm được ra mắt lần lượt được đặt tên là Klavier Kiddies, Jass auf vier Flügeln và ERKLA (Erstes Klavier-quartett), trong đó bao gồm Zakin, Adam Gelbtrunk, Lewitsch (được thay thế bởi J. Pomerane và sau đó là Rio Gebhardt) và cuối cùng là Leopold Mittmann. Họ đã biểu diễn vài năm trên đài phát thanh và trong những buổi hòa nhạc, đồng thời thu âm trên máy hát đĩa. Vào cuối những năm 1920 và đầu những năm 1930, ông là một nghệ sĩ biểu diễn ở các vùng thuộc Trung Âu. Zakin biểu diễn độc tấu và hỗ trợ tổ chức các buổi hòa tấu nhạc thính phòng. Sau khi Adolf Hitler lên nắm quyền vào năm 1933, ông lánh nạn đến Luxembourg, trở thành giáo viên dạy dương cầm cho gia đình Hoàng gia và được làm việc cho Đài phát thanh Luxembourg. Năm 1940, ông bắt đầu biểu diễn với nghệ sĩ vĩ cầm Isaac Stern, mối quan hệ hợp tác của họ kéo dài 37 năm cho đến năm 1977. Ông cũng đã biểu diễn cùng với các nghệ sĩ vĩ cầm Paul Godwin, cha con nhà David và Igor Oistrakh, Leonid Kogan và nghệ sĩ cello Gregor Piatigorsky. Ông cũng thường xuyên hợp tác với ông bầu Sol Hurok. Zakin đã chơi piano tại Nhà Trắng nhiều lần dưới nhiệm kỳ của các Tổng thống Dwight D. Eisenhower, John F. Kennedy và Lyndon B. Johnson.
Trong nhiều năm, ông đã trình diễn thành công các tác phẩm của các nhà soạn nhạc như Johann Sebastian Bach, Ludwig van Beethoven, Béla Bartók, Ernest Bloch, Johannes Brahms, Claude Debussy, George Frideric Handel, Joseph Haydn, Paul Hindemith, Darius Milhaud, Sergei Prokofiev, Robert Schumann, Grigoraș Dinicu, George Enescu, César Franck, Fritz Kreisler, Ottokar Nováček, Gaetano Pugnani, Pablo de Sarasate và Pyotr Ilyich Tchaikovsky. Mỗi một buổi biểu diễn của ông với nghệ sĩ vĩ cầm Isacc Stern về các bản sonata của Brahms đều nhận được sự hoan nghênh nồng nhiệt. Ông qua đời vào ngày 16 tháng 10 năm 1990 tại Trung tâm Bệnh viện St. Luke's-Roosevelt ở Thành phố New York vì bệnh suy tim, hưởng thọ 87 tuổi.